# 第57回全国高等学校ラグビーフットボール大会
第57回全国高等学校ラグビーフットボール大会（だい57かいぜんこくこうとうがっこうラグビーフットボールたいかい）は、1978年（昭和53年）1月1日から1月9日まで近鉄花園ラグビー場にて行われた、全国高校ラグビー大会である。優勝は大阪府の大阪工大高（初優勝）。

## 概要
今大会から毎日放送（MBS）とTBSの共同制作による全国ネットでのテレビ中継が始まった（第82回からMBS単独制作となったが、現在も継続中）。

## 出場校
- 北北海道 美幌 （2年連続3回目）
- 南北海道 函館工 （4年ぶり5回目）
- 北東北 秋田工（秋田県） （2年ぶり38回目）
- 中東北 黒沢尻工（岩手県） （2年ぶり9回目）
- 南東北 小名浜水産（福島県） （初出場）
- 東関東 佐野（栃木県） （初出場）
- 北関東 熊谷工（埼玉県） （2年連続10回目）
- 南関東 市銚子（千葉県） （11年ぶり3回目）
- 東京第1 大東大一 （10年ぶり3回目）
- 東京第2 早大学院 （初出場）
- 神奈川 東海大相模 （2年ぶり5回目）
- 北越 新潟工（新潟県） （12年連続12回目）
- 北陸 羽咋工（石川県） （3年ぶり7回目）
- 信静 清水南（静岡県） （3年連続6回目）
- 愛知 名古屋工 （2年連続4回目）
- 三岐 関商工（岐阜県） （2年ぶり6回目）

- 京滋 花園（京都府） （10年連続13回目）
- 大阪第1 大阪工大高 （5年連続6回目）
- 大阪第2 浪商 （3年連続7回目）
- 兵庫 報徳学園 （3年連続10回目）
- 紀和 天理（奈良県） （4年連続34回目）
- 東中国 広島工（広島県） （10年連続11回目）
- 西中国 山口水産（山口県） （2年ぶり8回目）
- 北四国 松山聖陵（愛媛県） （初出場）
- 南四国 嶺北（高知県） （7年ぶり2回目）
- 福岡 修猷館 （18年ぶり7回目）
- 中九州 熊本工（熊本県） （7年ぶり19回目）
- 長崎 長崎南 （2年連続5回目）
- 大分 日田 （初出場）
- 宮崎 延岡工 （初出場）
- 南九州 加治木工（鹿児島県） （2年連続2回目）
- 前年度優勝校:目黒（東京都） （11年連続11回目）

## 試合時間
1、2回戦は25分ハーフで行い、2回戦以降は30分ハーフで行う。同点で終了した場合は抽選にて次回出場校を決める。

## 試合

### 1回戦
- 大阪工大高 41 - 0 熊谷工
- 大東大一 19 - 6 修猷館
- 花園 4 - 4 目黒
- 日田 27 - 14 美幌
- 黒沢尻工 18 - 4 山口水産
- 関商工 45 - 0 嶺北
- 新潟工 18 - 0 熊本工
- 羽咋工 22 - 3 佐野

- 広島工 35 - 3 市銚子
- 東海大相模 14 - 6 延岡工
- 長崎南 32 - 6 小名浜水産
- 浪商 55 - 3 函館工
- 清水南 19 - 9 松山聖陵
- 報徳学園 4 - 4 早大学院
- 天理 6 - 0 名古屋工
- 秋田工 52 - 3 加治木工

### 2回戦
- 大阪工大高 27 - 0 大東大一
- 花園 21 - 11 日田
- 黒沢尻工 20 - 17 関商工
- 新潟工 32 - 8 羽咋工

- 広島工 39 - 0 東海大相模
- 浪商 13 - 9 長崎南
- 報徳学園 15 - 0 清水南
- 秋田工 23 - 13 天理

### 準々決勝
- 大阪工大高 24 - 0 花園
- 黒沢尻工 25 - 13 新潟工

- 浪商 14 - 12 広島工
- 秋田工 43 - 0 報徳学園

### 準決勝
- 大阪工大高 21 - 9 黒沢尻工
- 秋田工 29 - 0 浪商

### 決勝
- 大阪工大高（初優勝） 20 - 12 秋田工

## 関連試合

### 第5回高校東西対抗試合
- 大会で特に活躍した選手を選抜したうえで東西に分かれて行ういわば高校ラグビー版オールスターゲームである。

東軍監督中野直、西軍監督荒川博司、1978年1月15日 国立競技場 試合結果東軍 27-13 西軍